# Henry Lee Summer
Henry Lee Summer (geboren als Henry Lee Swartz am 5. Juli 1955 in Brazil, Indiana) ist ein US-amerikanischer AOR-Sänger, der Ende der 1980er Jahre zwei Top-20-Hits hatte.

## Werdegang
Henry Lee Summer, der als Jugendlicher mit dem Singen und dem Schlagzeugspielen begonnen hatte, brachte sich zusätzlich das Gitarre- und Klavierspielen bei. 1982 ermöglichte ihm First Step Records eine musikalische Visitenkarte für die Musikindustrie in Form einer Singleveröffentlichung. Seine ersten beiden LPs sowie zwei daraus ausgekoppelte Singles musste er dennoch auf seinem gemeinsam mit dem Manager geführten Label Majestic realisieren. Aufgrund unermüdlichen Tourens und auch guter Absatzzahlen (die von ihm selbst verbreiteten und von Allmusic übernommenen Mengenangaben unterscheiden sich allerdings erheblich von den offiziell herausgegebenen) kam er 1987 bei CBS unter. Dort nahm er einen Titel seiner ersten LP und drei seiner zweiten LP neu auf und ergänzte sie mit sechs neuen Liedern. Das schlicht mit Henry Lee Summer überschriebene Major-Debüt erschien im Folgejahr und sicherte ihm zum wiederholten Male die Auszeichnung als beliebtesten Musiker des Staates Indiana und bescherte ihm darüber hinaus eine #56-Notierung in den Billboard-Charts. Er begleitete auf Tourneeabschnitten unter anderem die Doobie Brothers, Robert Palmer, 38 Special, Chicago und Stevie Ray Vaughan. Bei einer Show in Indianapolis, die er für John Mellencamp eröffnete, spielte er vor 40.000 Besuchern. Am 8. Juli 1988 war er Gast in David Lettermans Late-Night-Show. Im Juli 1989 kam die Vorabauskopplung Hey Baby vom selbstproduzierten Album I’ve Got Everything heraus. Sie konnte den Erfolg der Top-20-Single I Wish I Had a Girl noch etwas übertreffen. Das CBS-Sublabel Epic zeichnete 1991 für das Album Way Past Midnight, an dem die AOR-Größen Stan Bush und Michael Bolton mitwirkten, und die Single Till Somebody Loves You verantwortlich, ehe sich CBS als Sony Music neu aufstellte und 1993 das Album Slamdunk veröffentlichte. Hatte Summer bereits einige seiner Lieder in Soundtracks unterbringen können, waren es im Film Sniper gleich zwei, nämlich Medicine Man und das als CD-Single erhältliche Turn It Up. Sich auf dem Weg zum neuen Bruce Springsteen wähnend, musste er feststellen, dass Ruhm oft schnell verblasst, denn der Erfolg ließ nach anstatt anzusteigen.
Erst 1999 konnte Summer die Reihe seiner Veröffentlichungen fortsetzen. Zunächst erschien bei Moon Pie Records das Album Smoke and Mirrors und schließlich die Live-Doppel-CD Live, die auf drei im August 1999 aufgezeichneten Konzerten basiert. Als Eigenveröffentlichung erschien 2001 noch das Album Big Drum. Seit 2006 macht der vierfache Vater hauptsächlich durch Verstöße gegen das Betäubungsmittelgesetz und damit einhergehenden anderen Delikten von sich reden.

## Stil
Thomas Kupfer vom Rock Hard meinte, Summer stehe in der Tradition der amerikanischen AOR-Songwriter und schüttele „einen locker-flockigen AOR-Song nach dem anderen aus dem Handgelenk“, sei dabei aber trotzdem „eine härtere Version von Musikern wie Michael Bolton […] oder Desmond Child“. Für Andreas Kraatz vom Musikexpress ist Summer ein „aalglatter Charts-Schieler“ und für Dirk Schreiber vom Metal Hammer einfach nur „wimpy“.

## Diskografie

### Studioalben
| Jahr | Titel               | Höchstplatzierung, Gesamtwochen, AuszeichnungChartsChartplatzierungen (Jahr, Titel, Platzierungen, Wochen, Auszeichnungen, Anmerkungen) | Anmerkungen                |
| Jahr | Titel               | US | Anmerkungen                |
| ---- | ------------------- | --- | -------------------------- |
| 1988 | Henry Lee Summer    | US56 (23 Wo.)US | Erstveröffentlichung: 1988 |
| 1989 | I’ve Got Everything | US78 (17 Wo.)US | Erstveröffentlichung: 1989 |

Weitere Veröffentlichungen
- 1984: Stay with Me
- 1986: Time for Big Fun
- 1991: Way Past Midnight
- 1993: Slamdunk
- 1999: Smoke and Mirrors
- 1999: Live
- 2001: Big Drum
- 2006: In Concert with Henry Lee Summers

### Singles
| Jahr | Titel Album                               | Höchstplatzierung, Gesamtwochen, AuszeichnungChartsChartplatzierungen (Jahr, Titel, Album, Platzierungen, Wochen, Auszeichnungen, Anmerkungen) | Anmerkungen                          |
| Jahr | Titel Album                               | US | Anmerkungen                          |
| ---- | ----------------------------------------- | --- | ------------------------------------ |
| 1988 | I Wish I Had a Girl Henry Lee Summer      | US20 (18 Wo.)US | Erstveröffentlichung: Januar 1988    |
| 1988 | Darlin’ Danielle Don’t Henry Lee Summer   | US57 (8 Wo.)US | Erstveröffentlichung: Mai 1988       |
| 1988 | Hands On the Radio Henry Lee Summer       | US85 (3 Wo.)US | Erstveröffentlichung: September 1988 |
| 1989 | Hey Baby I’ve Got Everything              | US18 (18 Wo.)US | Erstveröffentlichung: Mai 1989       |
| 1991 | Till Somebody Loves You Way Past Midnight | US51 (10 Wo.)US | Erstveröffentlichung: Juli 1991      |

Weitere Singles
- 1982: Sweet Love / Fool
- 1985: Got No Money / Santa You Owe Me
- 1986: Time for Big Fun / Down on the Farm
- 1988: Wing Tip Shoes
- 1988: Lovin' Man
- 1988: Just Another Day
- 1989: Something is Missing
- 1989: Treat Her Like a Lady / Don’t Leave
- 1991: Tonight
- 1992: Turn It Up
- 1993: Ain’t That Love